# David Raksin
David Raksin est un compositeur américain de musiques de films, né le 4 août 1912 à Philadelphie, en Pennsylvanie, et mort le 9 août 2004 à Van Nuys, en Californie (États-Unis). Il est l'un des principaux pourvoyeurs de bandes originales à Hollywood durant les années 1940 et 1950.

## Biographie
Élève d'Arnold Schönberg à Los Angeles, Raksin commence par travailler avec des orchestres de danse en composant de la musique pour les spectacles de Broadway. Il est venu à Hollywood au milieu des années 1930 pour travailler avec Charlie Chaplin sur la musique des Temps modernes. Chaplin fredonnait et sifflotait les mélodies, tandis que Raksin les notait et les arrangeait.
David Raksin est l'auteur du thème obsédant du film Laura, sorti en 1944. Ce thème, simplement nommé Laura est son œuvre la plus connue. Reprise par les jazzmen, elle devient un standard de jazz.
Pour L'Enfer de la corruption d'Abraham Polonsky, David Raksin introduit le thème du premier mouvement du Quatorzième Quatuor de Beethoven dans une scène clef du film.
Il est le frère de Ruby Raksin, également musicien (Flipper le dauphin, notamment).
Son fils Alex est devenu un écrivain primé (prix Pulitzer, prix de rédaction du Los Angeles Times). Raksin a aussi une fille, Tina, et trois petits-enfants.

## Filmographie
- 1937 : À l'est de Shanghaï (Wings Over Honolulu) de H.C. Potter
- 1937 : Le gardien fidèle (en) (The Mighty Treve) de Lewis D. Collins
- 1937 : She's Dangerous
- 1937 : Midnight Court (en)
- 1937 : Femmes marquées (Marked Woman)
- 1937 : As Good as Married (en)
- 1937 : Mariez-vous ! (Marry the Girl)
- 1937 : La Révolte (San Quentin)
- 1937 : 52nd Street (en)
- 1937 : Sh! The Octopus (en)
- 1938 : The Kid Comes Back (en)
- 1938 : La Baronne et son valet (The Baroness and the Butler)
- 1938 : Suez
- 1939 : Mr. Moto's Last Warning
- 1939 : Le Chien des Baskerville (The Hound of the Baskervilles)
- 1939 : Le Gorille (The Gorilla) d'Allan Dwan
- 1939 : Susannah of the Mounties
- 1939 : L'Aigle des frontières (Frontier Marshal)
- 1939 : Stanley et Livingstone (Stanley and Livingstone)
- 1939 : Sherlock Holmes ou Les Aventures de Sherlock Holmes (The Adventures of Sherlock Holmes)
- 1939 : Hollywood Cavalcade
- 1940 : L'Oiseau bleu (The Blue Bird)
- 1940 : Forty Little Mothers
- 1941 : Western Daze
- 1941 : Dead Men Tell (en)
- 1941 : Dipsy Gypsy
- 1941 : Le Roméo errant (en) (Ride on Vaquero)
- 1941 : La Rose blanche (The Men in Her Life)
- 1941 : Adieu jeunesse (Remember the Day)
- 1942 : Inflation
- 1942 : The Man Who Wouldn't Die
- 1942 : Whispering Ghosts (en) d'Alfred L. Werker
- 1942 : Thru Different Eyes (en)
- 1942 : The Magnificent Dope
- 1942 : Le Témoin disparu (Just Off Broadway) de Herbert I. Leeds
- 1942 : Dr. Renault's Secret (en)
- 1942 : The Undying Monster (en)
- 1942 : Time to Kill
- 1943 : La Cité sans hommes (City Without Men)
- 1943 : Something to Shout About
- 1943 : Prélude à la guerre (Prelude to War)
- 1944 : Main Street Today
- 1944 : Attack in the Pacific (en)
- 1944 : Tampico, de Lothar Mendes
- 1944 : Laura
- 1944 : Belle of the Yukon
- 1945 : Don Juan Quilligan
- 1945 : Crime passionnel (Fallen Angel)
- 1946 : Smoky
- 1947 : L'Amour au trot (The Homestretch)
- 1947 : La Vie secrète de Walter Mitty (The Secret Life of Walter Mitty)
- 1947 : Ambre (Forever Amber)
- 1947 : Femme ou Maîtresse (Daisy Kenyon)
- 1948 : Massacre à Furnace Creek (Fury at Furnace Creek)
- 1948 : L'Amour sous les toits (Apartment for Peggy)
- 1948 : L'Enfer de la corruption (Force of Evil)
- 1949 : Le Mystérieux Docteur Korvo (Whirlpool)
- 1950 : The Magnificent Yankee
- 1950 : Une rousse obstinée (The Reformer and the Redhead)
- 1950 : The Next Voice You Hear...
- 1950 : Giddyap
- 1950 : La Dame sans passeport (A Lady Without Passport)
- 1950 : Tourment (Right Cross)
- 1951 : Kind Lady
- 1951 : Au-delà du Missouri (Across the Wide Missouri)
- 1951 : It's a Big Country
- 1951 : L'Homme au manteau noir (The Man with a Cloak)
- 1952 : Sloppy Jalopy
- 1952 : La Jeune Fille en blanc (The Girl in White) de John Sturges
- 1952 : Mademoiselle Gagne-Tout (Pat and Mike)
- 1952 : Un amour désespéré (Carrie)
- 1952 : Madeline
- 1952 : Les Ensorcelés (The Bad and the Beautiful)
- 1953 : A Unicorn in the Garden
- 1954 : Bronco Apache (Apache)
- 1954 : Je dois tuer (Suddenly)
- 1955 : Association criminelle (The Big Combo)
- 1956 : L'Homme de nulle part (Jubal)
- 1956 : Seven Wonders of the World
- 1956 : L'Impudique (Hilda Crane)
- 1956 : Derrière le miroir (Bigger Than Life)
- 1957 : Les Vendanges (The Vintage)
- 1957 : Man on Fire (en)
- 1957 : La Grande Caravane (Wagon Train) (série télévisée)
- 1957 : Gunsight Ridge
- 1957 : Femmes coupables (Until They Sail)
- 1958 : Crépuscule sur l'océan (Twilight for the Gods)
- 1958 : Tables séparées (Separate Tables)
- 1959 : El Redentor
- 1959 : Al Capone
- 1960 : L'Ouest aux deux visages ("Two Faces West") (série télévisée)
- 1960 : La Mafia (Pay or Die)
- 1961 : La Ballade des sans-espoir (Too Late Blues) :
- 1962 : Quinze jours ailleurs (Two Weeks in Another Town)
- 1964 : Jerry souffre-douleur (The Patsy)
- 1964 : Le Mercenaire de minuit (Invitation to a Gunfighter)
- 1965 : L'Enquête (Sylvia)
- 1965 : L'amour a plusieurs visages (Loves has many faces)
- 1966 : Gros coup à Dodge City (A Big Hand for the Little Lady)
- 1969 : Médecins d'aujourd'hui (Medical Center) (série télévisée)
- 1970 : La vieille garde reprend du service (en) (The Over-the-Hill Gang Rides Again) (TV)
- 1971 : What's the Matter with Helen?
- 1972 : Glass Houses (en)
- 1978 : Le Fantôme du vol 401 (The Ghost of Flight 401) (TV)
- 1979 : The Suicide's Wife (TV)
- 1983 : Le Jour d'après (The Day After) (TV)
- 1989 : Lady in the Corner (TV)
- 1999 : Otto Preminger

## Distinctions
- 1947 : nommé à l'Oscar de la meilleure musique de film pour Ambre
- 1958 : nommé à l'Oscar de la meilleure musique de film pour Tables séparées.
- 1977 : prix récompensant l'ensemble de sa carrière par l'Académie des films de science-fiction, fantastique et horreur
- 1980 : prix Inkpot
- 1992 : prix récompensant l'ensemble de sa carrière par l'American Society of Composers, Authors and Publishers